# Dominik Szybiński
Dominik Aleksander Gabriel Szybiński (ur. 28 marca 1730 we wsi Kołowerta na Wołyniu, zm. 12 lipca 1799 w Międzyrzecu Koreckim) – polski ksiądz katolicki, pijar, nauczyciel w szkołach pijarskich, autor podręczników szkolnych do nauki historii, pedagog i tłumacz.

## Życiorys
W roku 1745 (2 września) wstąpił do zakonu pijarów, przyjmując imię Dominika od św. Aleksandra (imię chrzestne: Gabriel). Po ukończeniu nowicjatu rozpoczął studia humaniora w Rzeszowie (1747/1748), filozofię w Międzyrzecu Koreckim (w okresie od 1748/1749 do 1749/1750) i w Warszawie (1752-1754). W międzyczasie przez 2 lata nauczał w infimie kolegium międzyrzeckiego. Podczas studiów w Warszawie pełnił funkcję podprefekta w Collegium Nobilium pijarów w Warszawie. Od tej uczelni rozpoczyna się jego działalność nauczycielska. W roku szkolnym 1754-1755 wykładał syntaksę i gramatykę. W latach 1755–1756 nauczał w Piotrkowie poetyki, a w Wieluniu (1756-1757) i Podolińcu (1757-1758) retoryki. W latach 1757–1760 był profesorem retoryki i prefektem w Radomiu, w latach 1760-1761; 1762-1763 profesorem filozofii i prefektem w Międzyrzecu Koreckim. Latem 1763 roku został profesorem filozofii w warszawskim Collegium Regium, a od 1765-1766 regensem Collegium Civilis. W latach 1774–1775, 1776-1777 był prefektem kolegium pojezuickiego w Drohiczynie. W latach 1777–1778; 1779-1780 pełnił urząd rektora kolegium w Rzeszowie, od 1781 aż do śmierci pełnił obowiązki rektora kolegium w Międzyrzecu Koreckim.

## Twórczość

### Ważniejsze prace
1. Forszryfty nowe polskie, niemieckie, francuskie, angielskie i włoskie, pisane i sztychowane od Michała Keyla w Dreźnie, Warszawa 1773; Keyl tylko sztychował, lecz pisał Szybiński; takąż lub nieco inną poz. cytuje za katalogiem M. Grölla, Estreicher (XXX, 1934, 318): Forma charakterów polskich. Pisane przez X. Szybińskiego Sch. Piar. i sztychowane przez Michała Keyla, Warszawa 1773
2. Sztuka pisania, czyli nauka o charakterze dla dam i kawalerów, Warszawa 1778 (sztychował M. Keyl), oparte na art. z "Encyklopedii"; porównaj Przekłady poz. 5
3. Prospekt historii tureckiej, czyli państwa ottomańskiego od początku aż do pokoju belgradzkiego, zawartego w roku 1740. Napisany przez J. Ks. Mignot... a przez ks. Dominika Szybińskiego Schol. Piarum na polski język z francuskiego przełożonej... podającej się na prenumeratę, Warszawa 1779; zobacz Przekłady poz. 4.

### Przekłady
1. P. C. Cahmpré: Historia bogów bajeczna przez alfabet zebrana, czyli dykcjonarzyk mitologiczny dla zrozumienia wierszopisów, rytmów, konceptów, sztuk malarskich i snycerskich... przełożony z francuskiego napisanego od... na ojczysty język przez..., Warszawa 1769; wyd. 2: Słownik mitologiczny, czyli historia bogów bajeczna... Edycja polska druga powiększona i dokładniejsza, Warszawa 1784; F. Bentkowski (II, 603) i Jocher (nr 857) podają dodatkowo za Sz. Bielskim (s. 122) tytuł: Dykcjonarz mitologiczny dla szkół ułożony przez D. Szybińskiego S. P., Warszawa 1772; Estreicher nie zna jednak takiego druku
2. Atlas dziecinny, czyli nowy sposób do nauczenia dzieci geografii... Zawierający dokładniejsze opisanie Polski i Litwy tudzież naukę o sferach... Z francuskiego przełożony, powiększony i poprawiony przez..., Warszawa 1772 (2 wydania); fragm. przedmowy przedr. Z. Florczak, L. Pszczołowska w: Ludzie Oświecenia o języku i stylu t. 2, Warszawa 1958; (rozdz. XVII, zawierający opis Polski, napisany samodzielnie)
3. Krótka wiadomość o znakomitszych w świecie monarchiach, starodawnych królestwach, rzeczychpospolitych, tudzież o cesarzach państwa rzymskiego, jego podziale, upadku, wznowieniu na Zachodzie, powstaniu natomiast tureckiego na wschodzie, y rewolucyach w nich zachodzących aż do naszych czasów. Dla pożytku młodzi uczącej się zebrana przez... t. 1-2, Warszawa 1772-1773 (wznowienia: t. 1-2 Warszawa 1790; t. 2 pt. Historia o cesarzach państwa rzymskiego..., Warszawa 1797 – według inform. katalogu pijarskiego; t. 1-2, Wilno 1813-1814); najprawdopodobniej przekł. z francuskiego[1]
4. W. Mignot: Historia turecka, czyli państwo ottomańskie od początku aż do pokoju belgradzkiego, zawartego w roku 1740. Napisana przez... a przez... na polski język przełożona t. 1-5, Warszawa 1779; zobacz także Ważniejsze prace poz. 3
5. Sztuka pisania w trzech rozdziałach, wyjęta z Encyklopedii i pożytecznymi przydatkami pomnożona, Warszawa 1781, (tablice sztychował Prixner w Warszawie); wyd. następne Warszawa 1784; autorstwo tłumaczenia Szybińskiego (prawdopodobnie przy współpracy O. Kopczyńskiego) suponuje Estreicher.

## Ważniejsze opracowania dot. twórczości Szybińskiego
1. Matricula provinciae Polonae Scholarum Piarum 1742-1867, rękopis: Archiwum OO. Pijarów w Krakowie, nr 267 (odpis J. Buby)
2. A. Horãnyi: Scriptores Piarum Scholarum t. 2, Buda 1809
3. Sz. Bielski: Vita et scripta, Warszawa 1812
4. I. Chodynicki: Dykcjonarz uczonych Polaków t. 3, Lwów 1833
5. A. Jocher: Obraz bibliograficzno-historyczny literatury i nauk w Polsce t. 1, Wilno 1840
6. F. M. Sobieszczański: "Encyklopedia powszechna" Orgelbranda, t. 24 (1867)
7. "Encyklopedia kościelna" Nowodworskiego, t. 28 (1905)
8. "Podręczna encyklopedia kościelna" t. 39/40 (1914)
9. A. Wojtkowski: Zagadnienie przyczyn wielkości i upadku państw i narodów w podręcznikach pijarskich XVIII w., "Kultura i literatura w dawnej Polsce", Warszawa 1968.